# Maksymiwka (rejon kupiański)
Maksymiwka (ukr. Максимівка) – wieś na Ukrainie, w obwodzie charkowskim, w rejonie kupiańskim. W 2001 liczyła 67 mieszkańców, spośród których 66 posługiwało się językiem ukraińskim, a 1 rosyjskim.